# 加藤ナナ
加藤 ナナ（かとう なな、1998年（平成10年）4月15日 - ）は、日本のファッションモデル。
群馬県伊勢崎市出身。『Ray』『LARME』専属モデル。

## 略歴
オランダ人の父と日本人の母とのハーフ。2014年秋にFacebookを通じてヘアサロン・ZACCからサロンモデルに誘われ、モデル活動を開始。
2015年2月にエープラス所属。同年8月、主婦の友社『Ray』専属モデルになる。
2016年、『週刊ヤングジャンプ』のグラビア新星発掘グランプリ「ゲンセキ2016」エントリー。
2024年2月5日に自身のSNSで1月15日付けで約9年間所属したエープラスを離れて、2月1日からPANORAMAに所属する事を発表した。

## 出演

### ウェブ番組
- 安室奈美恵ファッション総選挙 FASHION MOVIE BEST 50（2018年9月9日、AbemaTV）[6]
- 月とオオカミちゃんには騙されない（2020年1月5日 - 3月29日、AbemaTV）
- SPRAY! #日本を塗り替えろ（2020年6月27日 - 2021年3月30日、ABEMA）[7]
- オジきゅんです!（2021年1月30日 - 、ABEMA） - MC[8]

### 映画
- TOKYO, I LOVE YOU（2023年11月10日、ナカチカピクチャーズ） - ミミ 役[9]

### ラジオ
- オレたちゴチャ・まぜっ!〜集まれヤンヤン〜（2021年4月25日 -2022年4月17日 、MBSラジオ） - ヤンヤンガールズ13期生

### ファッションショー
- 東京ガールズコレクション
  - 第37回 マイナビ 東京ガールズコレクション 2023 AUTUMN／WINTER（2023年9月2日、さいたまスーパーアリーナ）[10]
  - CREATEs presents TGC KITAKYUSHU 2023 by TOKYO GIRLS COLLECTION（2023年10月7日、西日本総合展示場新館）[11]
  - TGC MATSUYAMA 2024 by TOKYO GIRLS COLLECTION（2024年7月13日、愛媛県武道館）[12]
- OKINAWA COLLECTION(沖縄コレクション) 2023（2023年9月24日、波の上うみそら公園）[13]
- Rakuten GirlsAward 2023 AUTUMN/WINTER（2023年9月30日、幕張メッセ）[14]
- ミュゼプラチナム Presents SAPPORO COLLECTION 2023 AUTUMN／WINTER（2023年11月4日、北海きたえーる）[15]
- KANSAI COLLECTION 2024 AUTUMN＆WINTER（2024年8月1日、京セラドーム大阪）[16]

### イベント
- 繊維の魅力PRイベント「Fashionable Gunma」（2018年10月12日・13日、群馬県庁）[17]

## 書籍

### 雑誌連載
- Ray（2015年10月 - 、主婦の友社） - 専属モデル[18]
- LARME（奇数月17日発売、徳間書店）- 専属モデル

### フォトブック
- 加藤ナナ 1stスタイルBOOK『NANA』（主婦の友社）
- MIYANISHIYAMA PHOTO BOOK（玄光社）